# Pedro de Landázuri
Pedro Antonio Ortiz de Landázuri Aguirre, habitualmente conocido como Pedro de Landázuri, (Larrimbe, ¿1747? - Vitoria, 8 de noviembre de 1817) fue un compositor y maestro de capilla español.

## Vida
Nació en Larrimbe, provincia de Álava, hacia 1747.
El 1 de noviembre de 1770 fue nombrado maestro de capilla de la Colegiata de Vitoria. Las actas capitulares nos informan de que era violinista y de que había estudiado composición, lo que resultaba necesario para realizar las obras que se tocaban en las fiestas de guardar y que formaban parte de sus obligaciones como maestro de capilla. Entre otras, sus obligaciones incluían la evaluación de las oposiciones de los músicos y cantores de la capilla, función que también realizó para algunas oposiciones en la Universidad de Vitoria.
Con el tiempo, Landázuri se convirtió en una figura importante de la Ilustración alavesa. En 1784 se ordenó sacerdote, convirtiéndose poco después en capellán del Conde de Montehermoso. Esa relación le ayudaría a acercarse a la Real Sociedad Bascongada de Amigos del País, que en 1786 le otorgó la patente de Socio Profesor «en atención a la puntualidad con que siempre ha asistido a los conciertos de música de la Sociedad». Hacia 1801 fue nombrado maestro de capilla de la Real Sociedad Bascongada, en sustitución de Manuel de Gamarra.
Landázuri se jubiló en 1815 del magisterio de la Colegiata de Vitoria, falleciendo allí dos años más tarde, el 8 de septiembre de 1817 en la misma ciudad.

## Obra
Se conservan numerosas obras de Landázuri de carácter religioso en la Colegiata de Vitoria, depositados en el Seminario de Vitoria. Entre las obras religiosas se encuentran villancicos, lamentaciones, salmos, cánticos marianos, etc. También se conserva una sonata para tecla. Además, también tienen composiciones del maestro en el Santuario de Aránzazu, la Catedral de Pamplona y el archivo Eresbil.